# Andrew Capicik
Andrew Capicik (conocido como Andy Capicik; Toronto, 22 de marzo de 1973) es un deportista canadiense que compitió en esquí acrobático, especialista en la prueba de salto aéreo.
Ganó una medalla de bronce en el Campeonato Mundial de Esquí Acrobático de 1997.
Participó en tres Juegos Olímpicos de Invierno, entre los años 1994 y 2002, ocupando el cuarto lugar en Lillehammer 1994 y el octavo en Salt Lake City 2002.

## Medallero internacional
| Campeonato Mundial | Campeonato Mundial | Campeonato Mundial | Campeonato Mundial |
| Año                | Lugar              | Medalla            | Competición        |
| ------------------ | ------------------ | ------------------ | ------------------ |
| 1997               | Nagano (Japón)     | Medalla de bronce  | Salto aéreo        |